# Étourneau à cou noir
Gracupica nigricollis
Espèce
Statut de conservation UICN

 LC  : Préoccupation mineure
L’Étourneau à cou noir (Gracupica nigricollis) est une espèce de passereaux de la famille des Sturnidae.

## Description
Cet oiseau mesure environ 28 cm de longueur. La tête, le ventre et le croupion sont blancs. Comme son nom l’indique, il possède un collier noir. Le dessus du corps est mauve foncé avec des points blancs sur les ailes.

## Répartition
Cet oiseau est présent à  Brunei, au Cambodge, en Chine, au Laos, en Birmanie, en Thaïlande et au Vietnam.

## Habitat
Son habitat naturel est les forêts tropicales ou subtropicales.

## Taxinomie
Pour certains ornithologistes[Lesquels ?], il est  classé dans le genre Sturnus.